# 名古屋市電東郊線
東郊線（とうこうせん）は、かつて愛知県名古屋市に存在した、名古屋市電の路線（路面電車）の一つである。同市中区の鶴舞公園停留場から昭和区高辻停留場を経て瑞穂区の堀田駅前停留場に至る区間と、高辻停留場から同区滝子停留場までの2区間で構成された。
空港線上を南北に走る路線の一つ。名古屋市電気局（後の交通局）によって1923年（大正12年）に一部を除いて開業し、1925年（大正14年）に全線開業した。廃止は1972年（昭和47年）および1974年（昭和49年）。

## 路線概況
全長は4.663キロメートル（1962年3月末時点）。全線が併用軌道で、うち31メートルのみ単線、残りは複線であった。単線部分は終端堀田駅前停留場部分にあたる。
本路線は鶴舞公園 - 堀田駅前間と途中分岐の高辻 - 滝子間の2区間からなる。起点である鶴舞公園停留場は、中央本線鶴舞駅のすぐ西、名古屋市道堀田高岳線（空港線）と市道葵町線・市道大池通（大須通）が交差する鶴舞公園前交差点に存在した。ここは道路の交差点であるとともに市電路線の交差点でもあり、北東方向から来て西へ抜けていく市道葵町線・大須通に公園線が通り、南北方向の空港線には北へ向かって高岳延長線が、南へ向かってこの東郊線がそれぞれ伸びていた。また交差点には公園線と高岳延長線・東郊線の平面交差に加え、公園線西側（上前津方面）と東郊線を繋ぐ複線の連絡線が存在した。鶴舞公園停留場より南進する東郊線は、停留場を出るとすぐに中央本線の高架下をくぐり抜け、停留場名にある鶴舞公園の西側を通過する。
空港線と東西の愛知県道29号が交差する高辻交差点には高辻停留場があった。東の滝子方面（その先の桜山方面）に分かれる路線の分岐点であるとともに、西の沢上町方面へ抜ける八熊東線との接続地点であった。八熊東線と東郊線滝子方面は直通可能な配線であり、従って高辻は東西と南北の路線が直角に平面交差する配線が形成されていた。また東郊線鶴舞公園と滝子方面が直通可能であるほかにも、八熊東線（沢上町方面）と東郊線堀田駅前方面を結ぶ連絡線があった。高辻は市電車庫の所在地で、交差点東南角、市営住宅などが立つ地にかつて高辻電車運輸事務所が存在した。

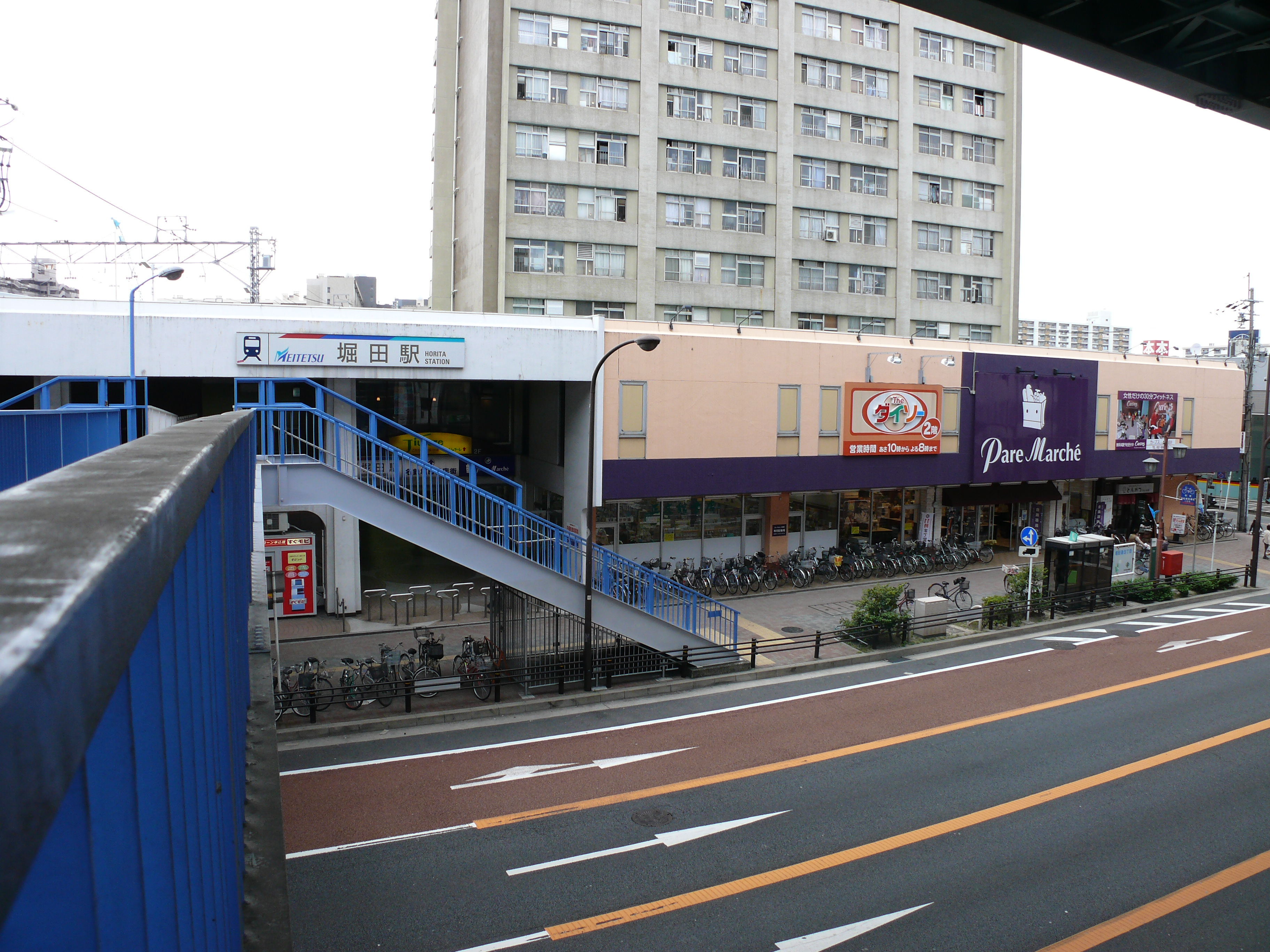
市電があった当時から存在する堀田駅前の歩道橋。橋の下に堀田駅前停留場があった。

高辻から空港線を南下すると、東郊線の片方の終端である堀田駅前停留場に到達する。停留場名にある名古屋鉄道（名鉄）堀田駅の駅前であり、市電の末期には停留場から歩道橋に上がるとそのまま高架化された堀田駅の2階改札口に直結するという構造で、乗り換えの便が良かった。
一方、高辻停留場より県道29号を東へ進むともう片方の終点滝子停留場に達した。場所は滝子交差点の付近である。堀田駅前と異なり市電路線網全体としては終端ではなく、そのまま桜山町方面へ東進する藤成線に繋がった。

## 歴史

### 開業の経緯
東郊線沿線にあたる名古屋市昭和区・瑞穂区は、1921年（大正10年）に編入されるまで大部分が名古屋市外の地域であった。これらは農村地帯であったが、1912年（大正元年）に「東郊耕地整理組合」が発足して区画整理が始まると、次第に名古屋近郊の住宅地として都市化が進行していった。また1911年の新堀川整備に伴い、川沿いの地域では東邦ガス・名古屋陸軍造兵廠・日本車輌製造・服部紡績（堀田駅北側）などの工場が進出し、工場地帯と化した。
明治後期より名古屋市内で路面電車を経営していた名古屋電気鉄道では、1920年（大正9年）3月10日付で東郊線の軌道敷設特許を取得した。その特許区間は、御器所村大字御器所字小針より名古屋市熱田東町字神明前へと至る区間と、大字御器所字下赤島より字滝子へと至る区間の2つである。1922年（大正11年）8月1日、名古屋電気鉄道市内線を名古屋市が引き継いで名古屋市電が成立する。市営化後、市ではただちに幹線道路整備に関連した軌道を敷設する「第一期軌道建設改良工事」を立ち上げ、その一環として東郊線小針 - 牛巻間・高辻 - 滝子間3.01キロメートルの新設に着手。そして1923年（大正12年）1月25日、上記区間を開通させた。
開通とともに、東郊線には小針 - 高辻 - 滝子間および高辻 - 牛巻間の2つの運転系統が設定された。またこれらの系統の運転をつかさどる東郊線車庫（後の高辻電車運輸事務所）が新設されている。開通した東郊線は新堀川沿いの工業地帯への通勤や、沿線の第八高等学校・熱田中学校への通学に利用された。また片方の終点である滝子地区は東部の石川橋方面の宅地化が進行するとバスとの乗り継ぎ地点となり、映画館や銀行もある大きな商店街が形成された。

### 全線開通とその後
東郊線は開通当初、他の市電路線から孤立した路線であった。これは鶴舞公園 - 小針間を当時中央本線が通過していたためであるが、その後道路建設に伴って中央本線は嵩上げされ立体交差へと変わった。これを受けて市は1924年（大正13年）8月14日付で東郊線起点を中区鶴舞町へと変更する許可を得、翌1925年（大正14年）12月23日に鶴舞公園 - 小針間0.360キロメートルを開通させた。鶴舞公園延伸で小針 - 滝子間の既存系統は高岳線・高岳延長線との直通系統（大曽根 - 滝子間）に再編され、高辻 - 牛巻間の系統も鶴舞公園が起点となった。
牛巻以南も「第一期軌道建設改良工事」の一環として工事が進められ、牛巻 - 堀田間0.626キロメートルが1927年（昭和2年）4月17日に開業した。終点のすぐ南側を通過する愛知電気鉄道豊橋線（現・名鉄名古屋本線）は開通時には駅が設置されていなかったが、名古屋市中心部へのアクセスルートを模索していた同社は特急停車駅として市電延伸1年後に堀田駅を設置している。こうして東郊線は愛知電気鉄道との接続を果たすが、他方で同線の存在のため堀田以南への延伸ができず、熱田東町までの未開業区間は1936年（昭和11年）11月7日付で特許失効が報告された。
また東郊線周辺では、1928年（昭和3年）10月、滝子から東へ桜山町までの間に藤成線が開通する。同線開通で滝子は市電の終端ではなくなったことから、周辺地域はターミナルとしての性格が薄れていった。また太平洋戦争中の1944年（昭和14年）には高辻から西へ伸び熱田線・下江川線とつながる八熊東線も開通している。
戦後、東郊線には名古屋駅前や栄など市中心部と堀田駅・瑞穂通方面を結ぶ系統や、八熊東線・藤成線と結び高辻を東西に貫通する系統など、さまざまな運転系統が設定された（下記#運転系統参照）。

### 廃線
名古屋市電は1950年代後半に路線網・輸送人員ともに最盛期を迎えたが、事業の大幅な赤字化や市営バスの急速な拡大、自動車の普及による交通事情の変化など市電を取り巻く環境が変化したとして、市では1965年度（昭和40年度）から段階的な市電の撤去に着手する。さらに1968年（昭和43年）12月には1973年度（昭和48年度）までに市電を全廃すると決定した。
東郊線についてはしばらくそのまま存続していたが、一挙に16.5キロメートルが廃止された1972年（昭和47年）3月1日付の路線廃止にて南北区間の鶴舞公園 - 堀田駅前間が廃線となった。他方で、東西区間の高辻 - 滝子間は八熊東線・藤成線と連携して市東部の残存路線と金山駅・金山橋駅とを結ぶ連絡路として存続。1974年（昭和49年）3月31日の市電全廃まで残った線区の一つとなった。

## 停留場
東郊線には、廃線前の段階で以下の10停留場が設置されていた。
| 停留場名                                    | キロ程 (km) | 所在地                     | 位置                   |
| ------------------------------------------- | ----------- | -------------------------- | ---------------------- |
| 鶴舞公園（つるまこうえん）                  | 0.0         | 中区大池町6丁目・7丁目ほか | 鶴舞公園前交差点付近   |
| 東郊通一丁目 （とうこうどおりいっちょうめ） | 0.3         | 昭和区東郊通1丁目          | 東郊通1交差点付近      |
| 東郊通三丁目 （とうこうどおりさんちょうめ） | 0.8         | 昭和区東郊通3丁目・4丁目   | 御器所一丁目交差点付近 |
| 円上（えんじょう）                          | 1.3         | 昭和区東郊通6丁目・7丁目   | 円上交差点付近         |
| 高辻（たかつじ）                            | 1.8         | 昭和区東郊通9丁目          | 高辻交差点付近         |
| 雁道（がんみち）                            | 2.4         | 瑞穂区堀田通2丁目・3丁目   | 雁道交差点付近         |
| 堀田通五丁目 （ほりたどおりごちょうめ）     | 2.9         | 瑞穂区堀田通4丁目・5丁目   | 堀田通5交差点付近      |
| 牛巻（うしまき）                            | 3.4         | 瑞穂区堀田通6丁目・7丁目   | 牛巻交差点南           |
| 堀田駅前（ほりたえきまえ）                  | 4.0         | 瑞穂区堀田通8丁目          | 堀田駅前交差点付近     |

| 停留場名         | キロ程 (km) | 所在地                         | 位置           |
| ---------------- | ----------- | ------------------------------ | -------------- |
| 高辻（たかつじ） | 0.0         |                                |                |
| 滝子（たきこ）   | 0.6         | 昭和区滝子通3丁目・広見町1丁目 | 滝子交差点付近 |

### 停留場の変遷
以下は『日本鉄道旅行地図帳』7号を典拠とする。
- 1923年（大正12年）1月25日 - 小針・牛巻間および高辻・滝子間開通に伴い、小針（こばり）・都島（つしま）・高辻・雁道・牛巻・滝子の6停留場を新設。
- 1924年（大正13年）ごろ - 円上を新設。
- 1925年（大正14年）12月13日 - 小針・鶴舞公園間開通（鶴舞公園は既設）。
- 1926年（大正15年）9月10日 - 島退（しまのき）を新設。
- 1927年（昭和2年）4月17日 - 牛巻・堀田間開通に伴い、堀田を新設。
- 1931年（昭和6年）2月25日 - 小針を動物園前に改称。
- 1932年（昭和7年）9月27日 - 堀田通五丁目を新設。堀田を堀田駅前に改称。
- 1937年（昭和12年）7月20日 - 動物園前を鶴舞公園南口に改称。
- 1943年（昭和18年）ごろ - 鶴舞公園南口・島退・都島を休止。
- 1950年（昭和25年）1月5日 - 鶴舞公園南口を東郊通一丁目、島退を東郊通三丁目停留場に改称して営業再開。
  - 東郊通三丁目 - 円上間の都島のみ再開せず1954年以降廃止。
- 1972年（昭和47年）3月1日 - 鶴舞公園・堀田駅前間廃線に伴い、高辻・滝子以外の停留場廃止。
- 1974年（昭和49年）3月31日 - 高辻・滝子間の廃線に伴い全停留場廃止。

### 接続路線
- 鶴舞公園停留場：
  - 市電公園線（1925 - 1972年）・市電高岳延長線（1925 - 1972年）
  - 国鉄中央本線（鶴舞駅、1937 - 1972年）
- 高辻停留場：市電八熊東線（1944 - 1974年）
- 堀田駅前停留場：名鉄名古屋本線（堀田駅、1928 - 1972年）
- 滝子停留場：市電藤成線（1928 - 1974年）

## 運転系統

### 1937年時点
1937年8月時点において東郊線で運行されていた運転系統は以下の通り。〔太字〕で示した範囲は線内を走行する区間を指す。
- 六反小学校前 - 水主町 - 上前津 -〔鶴舞公園 - 高辻 - 堀田駅前〕
- 大曽根 - 清水口 - 東新町 -〔鶴舞公園 - 高辻 - 堀田駅前〕
- 大曽根 - 清水口 - 東新町 -〔鶴舞公園 - 高辻 - 滝子〕- 桜山町 - 市民病院前
- 浄心前 - 名古屋駅前 - 栄町 - 東新町 -〔鶴舞公園 - 高辻 - 滝子〕- 桜山町 - 市民病院前

### 1952年時点
1952年3月時点において東郊線で運行されていた運転系統は以下の通り。〔太字〕で示した範囲は線内を走行する区間を指す。
- 鶴舞公園 - 堀田駅前間
  - 30号系統：名古屋駅前 - 笹島町 - 水主町 - 上前津 -〔鶴舞公園 - 高辻 - 堀田駅前〕
  - 32号系統：上飯田 - 大曽根 - 清水口 - 東新町 -〔鶴舞公園 - 高辻 - 堀田駅前〕
  - 34号系統：黒川 - 清水口 - 東新町 -〔鶴舞公園 - 高辻 - 堀田駅前〕
- 鶴舞公園 - 滝子間
  - 33号系統：東新町 -〔鶴舞公園 - 高辻 - 滝子〕- 桜山町 - 新瑞橋 - 笠寺西門前
  - 35号系統：笹島町 - 水主町 - 上前津 -〔鶴舞公園 - 高辻 - 滝子〕- 桜山町
- 高辻 - 滝子間のみ
  - 31号系統：沢上町 - 金山橋 -〔高辻 - 滝子〕- 桜山町 - 新瑞橋 - 笠寺西門前
  - 51号系統：西稲永 - 築地口 - 日比野 - 八熊通 - 沢上町 - 金山橋 -〔高辻 - 滝子〕- 桜山町

### 1961年以降
1961年4月時点において東郊線で運行されていた運転系統は以下の通り。〔太字〕で示した範囲は線内を走行する区間を指す。
- 鶴舞公園 - 堀田駅前間
  - 30号系統：名古屋駅前 - 笹島町 - 水主町 - 上前津 -〔鶴舞公園 - 高辻 - 堀田駅前〕
  - 34号系統：城北学校前 - 黒川 - 清水口 - 東新町 -〔鶴舞公園 - 高辻 - 堀田駅前〕
  - 82号系統：上飯田 - 大曽根 - 清水口 - 東新町 -〔鶴舞公園 - 高辻 - 堀田駅前〕
- 鶴舞公園 - 滝子間
  - 33号系統：東新町 -〔鶴舞公園 - 高辻 - 滝子〕- 桜山町 - 新瑞橋 - 笠寺西門前 - 港東通
  - 35号系統：名古屋駅前 - 笹島町 - 水主町 - 上前津 -〔鶴舞公園 - 高辻 - 滝子〕- 桜山町 - 新瑞橋
- 高辻 - 滝子間のみ
  - 31号系統：栄町 - 上前津 - 金山橋 - 沢上町 -〔高辻 - 滝子〕- 桜山町 - 新瑞橋 - 笠寺西門前
  - 51号系統：西稲永 - 築地口 - 日比野 - 八熊通 - 沢上町 -〔高辻 - 滝子〕- 桜山町

市電路線網の縮小が始まると、まず1967年（昭和42年）2月1日付で上記7系統のうち上飯田 - 堀田駅前間の82号系統が廃止された。また区間短縮も相次ぎ、上記日付で城北学校前 - 堀田駅前間の34号系統が黒川 - 堀田駅前間へと短縮されたほか、1968年（昭和43年）2月1日より31号系統栄町 - 笠寺西門前間が金山橋 - 笠寺西門前間に、1969年（昭和44年）2月20日より51号系統西稲永 - 市立大学病院（旧・桜山町）間が熱田駅前 - 市立大学病院間（熱田駅前 - 船方 - 日比野 - 八熊通 - 市立大学病院の経路）に、それぞれ変更されている。
路線網縮小につれて34号系統は1971年（昭和46年）4月1日より東新町 - 堀田駅前間へ、51号系統は同年12月1日より船方 - 市立大学病院間へとそれぞれさらに短縮されているが、東郊線を通る運行系統は6つのままであった。だが1972年3月1日付の鶴舞公園 - 堀田駅前間廃線により、名古屋駅前 - 堀田駅前間の30号系統、東新町 - 港東通間の33号系統、東新町 - 堀田駅前間の34号系統、名古屋駅前 - 新瑞橋間の35号系統の4つが一挙に廃止された。
南北区間廃線以降は31号系統と51号系統の2つが残存した。うち31号系統は港東通行の33号系統廃止に伴い金山橋 - 港東通間に延長されている。2つのうち51号系統は1974年（昭和49年）2月16日付の沢上町以西の廃線に伴い一足先に廃止され、同年3月31日の市電全廃まで存続したのは31号系統のみであった。

## 利用動向

### 鶴舞公園 - 堀田駅前間

#### 1959年調査
1959年（昭和34年）6月11日木曜日に実施された市電全線の利用動向調査によると、東郊線鶴舞公園 - 堀田駅前間9停留場の方向別乗車人員・降車人員ならびに停留場間の通過人員は下表の通りであった。
| 停留場名     | 乗車人員 | 乗車人員 | 乗車人員 | 降車人員 | 降車人員 | 降車人員 | 停留場間通過人員 | 停留場間通過人員 |
| 停留場名     | ▼南行    | ▲北行    | 合計     | ▼南行    | ▲北行    | 合計     | ▼南行            | ▲北行            |
| ------------ | -------- | -------- | -------- | -------- | -------- | -------- | ---------------- | ---------------- |
| 鶴舞公園     | 4,584    | 終点     | (14,527) | 起点     | 5,653    | (13,467) | 19,728           | 19,724           |
| 東郊通一丁目 | 751      | 1,280    | 2,031    | 1,229    | 655      | 1,884    | 19,728           | 19,724           |
| 東郊通一丁目 | 751      | 1,280    | 2,031    | 1,229    | 655      | 1,884    | 19,250           | 19,099           |
| 東郊通三丁目 | 1,181    | 2,157    | 3,338    | 2,266    | 1,177    | 3,443    | 19,250           | 19,099           |
| 東郊通三丁目 | 1,181    | 2,157    | 3,338    | 2,266    | 1,177    | 3,443    | 18,165           | 18,119           |
| 円上         | 845      | 1,604    | 2,449    | 1,418    | 811      | 2,229    | 18,165           | 18,119           |
| 円上         | 845      | 1,604    | 2,449    | 1,418    | 811      | 2,229    | 17,592           | 17,326           |
| 高辻         | 2,923    | 4,811    | (14,779) | 6,256    | 2,252    | (14,820) | 17,592           | 17,326           |
| 高辻         | 2,923    | 4,811    | (14,779) | 6,256    | 2,252    | (14,820) | 10,020           | 10,012           |
| 雁道         | 540      | 1,940    | 2,480    | 2,182    | 562      | 2,744    | 10,020           | 10,012           |
| 雁道         | 540      | 1,940    | 2,480    | 2,182    | 562      | 2,744    | 8,378            | 8,634            |
| 堀田通五丁目 | 179      | 1,110    | 1,289    | 1,064    | 197      | 1,261    | 8,378            | 8,634            |
| 堀田通五丁目 | 179      | 1,110    | 1,289    | 1,064    | 197      | 1,261    | 7,493            | 7,721            |
| 牛巻         | 103      | 1,927    | 2,030    | 1,930    | 79       | 2,009    | 7,493            | 7,721            |
| 牛巻         | 103      | 1,927    | 2,030    | 1,930    | 79       | 2,009    | 5,666            | 5,873            |
| 堀田駅前     | 終点     | 5,873    | 5,873    | 5,666    | 起点     | 5,666    | 5,666            | 5,873            |

- 備考
  - 鶴舞公園・高辻の乗車人員・降車人員合計値は他線区の数値を含む。
  - 鶴舞公園をまたいで高岳延長線（松枝町以遠）と直通する乗客は、南行10,814人・北行9,947人。
  - 鶴舞公園をまたいで公園線（大池町以遠）と直通する乗客は、南行4,330人・北行4,124人。
  - 高辻をまたいで東郊線高辻 - 滝子間と直通する乗客は、南行4,239人・北行4,755人。

#### 1966年調査
1966年（昭和41年）11月8日火曜日に実施された市電全線の利用動向調査によると、東郊線鶴舞公園 - 堀田駅前間9停留場の方向別乗車人員・降車人員ならびに停留場間の通過人員は下表の通りであった。
| 停留場名     | 乗車人員 | 乗車人員 | 乗車人員 | 降車人員 | 降車人員 | 降車人員 | 停留場間通過人員 | 停留場間通過人員 |
| 停留場名     | ▼南行    | ▲北行    | 合計     | ▼南行    | ▲北行    | 合計     | ▼南行            | ▲北行            |
| ------------ | -------- | -------- | -------- | -------- | -------- | -------- | ---------------- | ---------------- |
| 鶴舞公園     | 2,565    | 終点     | (9,052)  | 起点     | 3,406    | (8,557)  | 11,734           | 10,856           |
| 東郊通一丁目 | 516      | 809      | 1,325    | 791      | 465      | 1,256    | 11,734           | 10,856           |
| 東郊通一丁目 | 516      | 809      | 1,325    | 791      | 465      | 1,256    | 11,459           | 10,512           |
| 東郊通三丁目 | 697      | 1,019    | 1,716    | 1,132    | 666      | 1,798    | 11,459           | 10,512           |
| 東郊通三丁目 | 697      | 1,019    | 1,716    | 1,132    | 666      | 1,798    | 11,024           | 10,159           |
| 円上         | 504      | 992      | 1,496    | 890      | 525      | 1,415    | 11,024           | 10,159           |
| 円上         | 504      | 992      | 1,496    | 890      | 525      | 1,415    | 10,638           | 9,692            |
| 高辻         | 1,938    | 2,706    | (9,575)  | 3,726    | 1,643    | (9,735)  | 10,638           | 9,692            |
| 高辻         | 1,938    | 2,706    | (9,575)  | 3,726    | 1,643    | (9,735)  | 6,306            | 6,155            |
| 雁道         | 659      | 1,365    | 2,024    | 1,442    | 667      | 2,109    | 6,306            | 6,155            |
| 雁道         | 659      | 1,365    | 2,024    | 1,442    | 667      | 2,109    | 5,523            | 5,457            |
| 堀田通五丁目 | 184      | 605      | 789      | 636      | 175      | 811      | 5,523            | 5,457            |
| 堀田通五丁目 | 184      | 605      | 789      | 636      | 175      | 811      | 5,071            | 5,027            |
| 牛巻         | 66       | 1,341    | 1,407    | 1,472    | 73       | 1,545    | 5,071            | 5,027            |
| 牛巻         | 66       | 1,341    | 1,407    | 1,472    | 73       | 1,545    | 3,665            | 3,759            |
| 堀田駅前     | 終点     | 3,759    | 3,759    | 3,665    | 起点     | 3,665    | 3,665            | 3,759            |

- 備考
  - 鶴舞公園・高辻の乗車人員・降車人員合計値は他線区の数値を含む。
  - 鶴舞公園をまたいで高岳延長線（松枝町以遠）と直通する乗客は、南行6,582人・北行5,748人。
  - 鶴舞公園をまたいで公園線（大池町以遠）と直通する乗客は、南行2,587人・北行1,702人。
  - 高辻をまたいで東郊線高辻 - 滝子間と直通する乗客は、南行2,544人・北行2,474人。

### 高辻 - 滝子間

#### 1959年調査
1959年6月11日木曜日に実施された市電全線の利用動向調査によると、東郊線高辻 - 滝子間の通過人員は東行（滝子方面）が16,867人、西行（高辻方面）が16,893人であった。
- 東行通過人員16,867人のうち、
  - 高辻での乗車は4,389人
  - 高辻をまたいで東郊線円上以遠から直通する乗客は4,239人
  - 高辻をまたいで八熊東線（池内町以遠）から直通する乗客は8,239人
  - 滝子での降車は2,580人
  - 滝子をまたいで藤成線（広見町以遠）へ直通する乗客は14,287人
- 西行通過人員16,893人のうち、
  - 滝子での乗車は2,453人
  - 滝子をまたいで藤成線（広見町以遠）から直通する乗客は14,440人
  - 高辻での降車は3,955人
  - 高辻をまたいで東郊線円上以遠へ直通する乗客は4,755人
  - 高辻をまたいで八熊東線（池内町以遠）へ直通する乗客は8,183人

#### 1966年調査
1966年11月8日火曜日に実施された市電全線の利用動向調査によると、東郊線高辻 - 滝子間の通過人員は東行（滝子方面）が11,652人、西行（高辻方面）が11,013人であった。
- 東行通過人員11,652人のうち、
  - 高辻での乗車は2,855人
  - 高辻をまたいで東郊線円上以遠から直通する乗客は2,544人
  - 高辻をまたいで八熊東線（池内町以遠）から直通する乗客は6,253人
  - 滝子での降車は1,344人
  - 滝子をまたいで藤成線（広見町以遠）へ直通する乗客は10,308人
- 西行通過人員11,013人のうち、
  - 滝子での乗車は1,278人
  - 滝子をまたいで藤成線（広見町以遠）から直通する乗客は9,735人
  - 高辻での降車は2,606人
  - 高辻をまたいで東郊線円上以遠へ直通する乗客は2,474人
  - 高辻をまたいで八熊東線（池内町以遠）へ直通する乗客は5,933人